# Park skulptura Dubrova
Park skulptura Dubrova je park na području Grada Labina i Općine Sveta Nedelja u Istarskoj županiji u kojem su smještene skulpture proizašle iz rada Mediteranskog kiparskog simpozija.

## Mediteranski kiparski simpozij
Mediteranski kiparski simpozij (MKS) je likovna manifestacija osnovana 1969. godine na inicijativu labinskih slikara Josipa Diminića i Quintina Bassanija te kiparice Milene Lah iz Zagreba, a uz podršku Josipa Faragune, predsjednika tadašnje Općinske konferencije SSRNH Labin i predsjednika Katedre Čakavskog sabora »Labinska republika«. Prvi susret kipara (simpozij) održan je 1971. godine u čast 50. obljetnice Labinske republike. Za održavanje radnog dijela simpozija odabran je park Stancije Dubrova, a za smještaj skulptura pejzažna okolina Stancije površine oko 35 hektara.
Prvi sudionici bili su Milena Lah, Ivan Kožarić i Antonio Paradiso. Njihove skulpture Tri galeba, Isječak rijeke Seine i Zrno žita smještene su kao simbolički međaši tzv. Labinske republike. Tako je skulptura Tri galeba postavljena na simboličnoj granici prema Raši, skulptura Isječak rijeke Seine postavljena je između Stepčići i Vozilići, a skulptura Zrno žita postavljena je u samom parku.
Umjetnička skupina »Labinski atelieri« tim činom ulazi u avanturu oblikovanja prostora, te time trajno određuju budućnost Stancije Dubrova i njezinog okruženja. Danas je u prostoru postavljeno 69 od ukupno 83 nastale skulpture, podijeljeno »Bijelom cestom«, jedinstvenim etapnim umjetničkim projektom u mozaiku. Skulpture su postavljene i u Rapcu, Raši, Nedešćini, Kršanu i Pićnu, te Zagrebu, Vukovaru, Iloku i Kuni Pelješkoj.
Park skulptura Dubrova sintetizira prirodu i likovno stvaralaštvo kao jedinstveno umjetničko djelo te slovi za jedan od najpoznatijih parkova skulptura na otvorenom na području Republike Hrvatske.

## Kronologija
Kronologija postavljanja skulptura:
- 1970. Milena Lah: Tri galeba (Galebovi lete), Ivan Kožarić: Isječak rijeke Seine, Antonio Paradiso: Zrno žita
- 1971. Vanja Radauš: Glava, Josip Diminić: Dva tijela, Luciano Ceschia: Čempresi, Maria Biljan Bilger: Bitva, Momčilo Krković: Labinska Nika
- 1972. Vjenceslav Richter: Došljak, Milija Nešić: Upisi, Janez Lenassi: Jugo, Nicola Zamboni: Prihvat
- 1973. Branko Ružić: Tahijev križ, Robert Dubourg: Dijalog, Hiroshi Mikami: Hod Sunca
- 1974. Belizar Bahorić: Prodor kroz vrijeme, Bogdan Bogdanović: Adonis, Oto Logo: Totem
- 1975. Kosta Agneli–Radovani: Dunja, Ana Bešlić: Plod, Šime Vulas: Jedra
- 1976. Ante Jakić – Sony: Praotac, Petar Hadži Boškov: Slojevi, Nino Cassani: Kotač vremena
- 1977. Olga Jančić: Labinski sklop, Miroslav Šutej: Kompozicija, Joško Eterović: Kvadrat, Michael S. Prentice: Oblak
- 1978. Raoul Goldoni: U dosluhu, Vlasta Tihec–Zorko: Obuhvat, Lorenzo Frechilla Del Rey: Gradivna
- 1979. Zdenko Kolacio: Skulptura i prostor, Zlatko Zlatić: Kornjača, Ante Marinović: Sisato more
- 1982. Dušan Džamonja: 92/M, Mira Jurišić Krković: Forma, Zoran Bogdanović: Bez Naziva
- 1983. Marija Ujević-Galetović: Tron Ivana Kožarića, Tomislav Kauzlarić: Odavde do vječnosti i natrag, Zlatko Čular: Učka, Josef Wyss: Putanja Života
- 1984. Ratko Petrić: Dvije, Negovan Nemec: Kamenu u čast, Guerino Ruba: Torzo, Tomislav Kauzlarić: Dimnjak
- 1985. Mate Čvrljak: Odmor, Jozef Jankovič: Prodor, Ljubomir Denković: Trijada
- 1987. Milun Vidić: Bez naziva, Gualtiero Mocenni: L’arco di trionfo improbabile / Neizvediv slavoluk pobjede, Ljubomir de Karina: Veliki prodor I
- 1988. Želimir Janeš: Glagoljica, Galliano Zanco: Lanterna
- 1989. Petar Barišić: Drvo-ptica, Peruško Bogdanić: Keopsov san
- 1990. Jasna Bogdanović: Čekanje, Gail Morris: Torzo, Um Tai Jung: Slojevita
- 1991. Mladen Mikulin: Na klupi
- 1992. Ljubomir De Karina: Prodor Dubrova
- 1993. Slavomir Drinković: Između neba i zemlje, Zvonimir Kamenar: Kralj i Kraljica, Juraj Gavula: Grunt
- 1994. Vladimir Gašparić Gapa: Portal, Zoltan Pal: Fontana
- 1995. Josip Diminić: Put do oltara u prolazu, Jozef Janković: Raspelo
- 1996. Vasko Lipovac: Perle, Mustafa Skopljak: Vretenasta forma, Mate Čvrljak: Portal
- 1998. Đanino Božić: Veliki arhiv, Nane Zavagno: Obitelj
- 1999. Takahashi Kondo: Značenje nule
- 2000. Alfonso Berridi: Jedna noć u Labinu, Tomislav Vončina: Tri plus
- 2001. Joost Barbiers: Kuća Svjetla
- 2002. Alem Korkut: Karijatida, Gianpetro Carlesso: Sjećanje otoka
- 2003. Josip Diminić: Amfiteatar Dolac
- 2006. Neven Bilić: Prijeklop
- 2007. Petar Dolić: Vrata u bolju budućnost
- 2016. Božica Dea Matasić: Kula pogleda
- 2017. Ivan Fijolić: Replika
- 2020. Denis Krašković: Puž
- 2021. Emil Bobanović Ćolić: Dodir, Eros Čakić: Vrata nevere, Mirko Zrinšćak: Albona Fuga Jurin, Siniša Majkus: Dimnjak
- 2022. Marina Bauer: Gaia, Stefan Esterbauer: Karst

## Bijela cesta
Bijela cesta je prostorno umjetnički projekt. Radi se o šetnici - cesti, koja se nastavlja etapno, a svaku etapu osmišljava drugi autor. Prolazi središtem Parka skulptura. U tom projektu sudjelovalo je 16 autora čiji se radovi odmotavaju u hodu nekadašnjim putem od dvora obitelji Franković, preko njihovih pašnjaka do vinogorja, u 16 dionica dužine po 25 metara, a širine 4 metara. Od prve dionice cestovnog mozaika kiparice Dore Kovačević 1997. godine do Oranice Josipa Diminića 2011. Prve dionice ceste radili su suradnički tandemi (umjetnici i arhitekti) dok su kasnije etape radili umjetnici samostalno. Tehničku podršku pružali su majstori kamenoklesari i kamenoklesarske tvrtke. Bijela cesta nalazi se na mjestu nekadašnjeg puta koji je spajao stanciju obitelji Franković s njihovim vinogorjem. Na svakoj dionici Bijele ceste uklesani su podaci o autoru i godini nastanka.
Kronologija Bijele ceste:
- 1997. Dora Kovačević: Put
- 1998. Nikola Džaja: Tragovi – u potrazi za izgubljenim vremenom
- 1999. Ivan Briski:  Bez naziva
- 2000. Quintino Bassani: Sjena čempresa
- 2001. Zdravko Milić: Tehnodrom, Peruško Bogdanić: Putovanje barbara
- 2002. Mojca Smerdu: Dio nas
- 2003. Dušan Džamonja: Dubrova ide dalje
- 2004. Edo Murtić: Krošnje Dubrove
- 2005. Julije Knifer: Meandar
- 2006. Ivan Kožarić: Andautonijska cesta
- 2007. Šime Perić: Ritam protoka
- 2008. Ante Rašić: U iščekivanju kiše
- 2009. Eugen Kokot: Dan i noć Bijele ceste
- 2010. Ivan Picelj: Bijela cesta u negativu
- 2011. Josip Diminić: Oranica

## Amfiteatar Dolac
Amfiteatar Dolac, jednostavno ali reprezentativno zdanje s počasnim mjestom u Parku, zamisao je Josipa Diminića. Nastalo je po uzoru na grčke amfiteatre. Prirodna udolina prefigurirana je i oblikovana u kružnu formu s ravnim podijem u sredini oko kojeg se stepenasto uzdiže gledalište sa sjedalima složenim od kamenih ploča.
Njegova je gradnja započela 2001. godine, a trajala je sve do 2003. Tijekom izgradnje otkrivena je i stara vapnenica (japnenica) koja služi kao kulisa pri izvedbi programa, umjetničkih performansa, koncerata, predstava i raznih događanja za posjetitelje Parka.

## Ostalo
U Parku se održava disc golf turnir pod nazivom MASTERPIECE – Labin Disc Golf Challenge.